# 白鳥古墳 (平生町)
白鳥古墳（しらとりこふん）は、山口県熊毛郡平生町佐賀にある古墳。形状は前方後円墳。山口県指定史跡に指定され、出土品は山口県指定有形文化財に指定されている。
山口県では最大規模の古墳で、5世紀前半頃（古墳時代中期）の築造と推定される。

## 概要

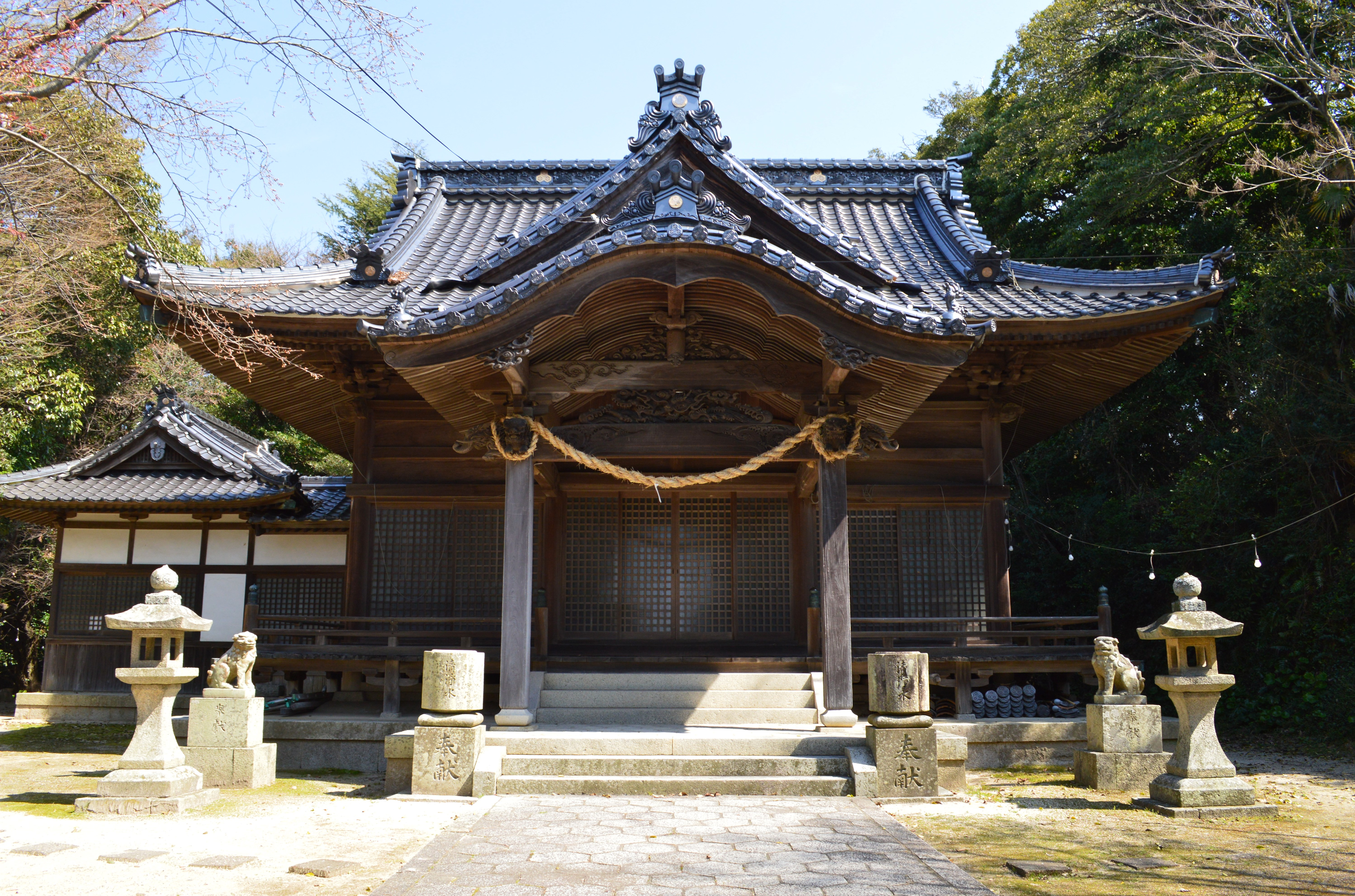
墳丘上に鎮座する白鳥神社

山口県南東部、室津半島西岸の小丘陵の先端部に築造された大型前方後円墳である。現在は後円部の中央には白鳥神社が鎮座し、その造営の際に墳丘が掘り取られている。
墳形は前方後円形で、前方部を北北西方向に向ける。墳丘は3段築成。墳丘長は120メートルを測り、瀬戸内地方西部（山口県・広島県域）では最大規模になる。墳丘外表では葺石のほか、埴輪片（円筒埴輪・形象埴輪）が確認されている。また墳丘周囲には、周濠（幅15-20メートル）および陪塚が認められる。埋葬施設は竪穴式石室であったとされ、江戸時代の白鳥神社再建時に石室内の「石櫃」（箱式石棺か）から多くの副葬品が出土したといい、それらは現在に伝世される。
築造時期は、古墳時代中期の5世紀前半頃と推定される。被葬者は明らかでないが、瀬戸内海西部に勢力を持った豪族（熊毛の王、周芳国造一族か）の首長墓と想定される。周辺では本古墳のほかにも、柳井茶臼山古墳（柳井市柳井、前代首長墓）や阿多田古墳・神花山古墳（いずれも平生町、後代首長墓）などの築造が知られる。
古墳域は1971年（昭和46年）に陪塚・周濠とともに山口県指定史跡に指定され、出土品は1981年（昭和56年）に山口県指定有形文化財に指定されている。

## 遺跡歴
- 寛文2年（1749年）、発掘。遺物出土[7]。
- 1913年（大正2年）、弘津史文による踏査。前方後円墳と判明[3]。
- 1971年（昭和46年）1月12日、山口県指定史跡に指定[5]。
- 1973年（昭和48年）、平生町史編纂に伴う測量調査。規模が判明（広島大学）[3]。
- 1981年（昭和56年）3月24日、出土品が山口県指定有形文化財に指定[6]。

## 墳丘
墳丘の規模は次の通り。
- 墳丘長：120メートル
- 後円部 - 3段築成。
  - 直径：64メートル
  - 高さ：11メートル
- 前方部 - 3段築成。
  - 幅：60メートル
  - 高さ：8.5メートル

墳丘周囲に巡らされた周濠は、幅20.8メートル・深さ2.1メートルを測る。

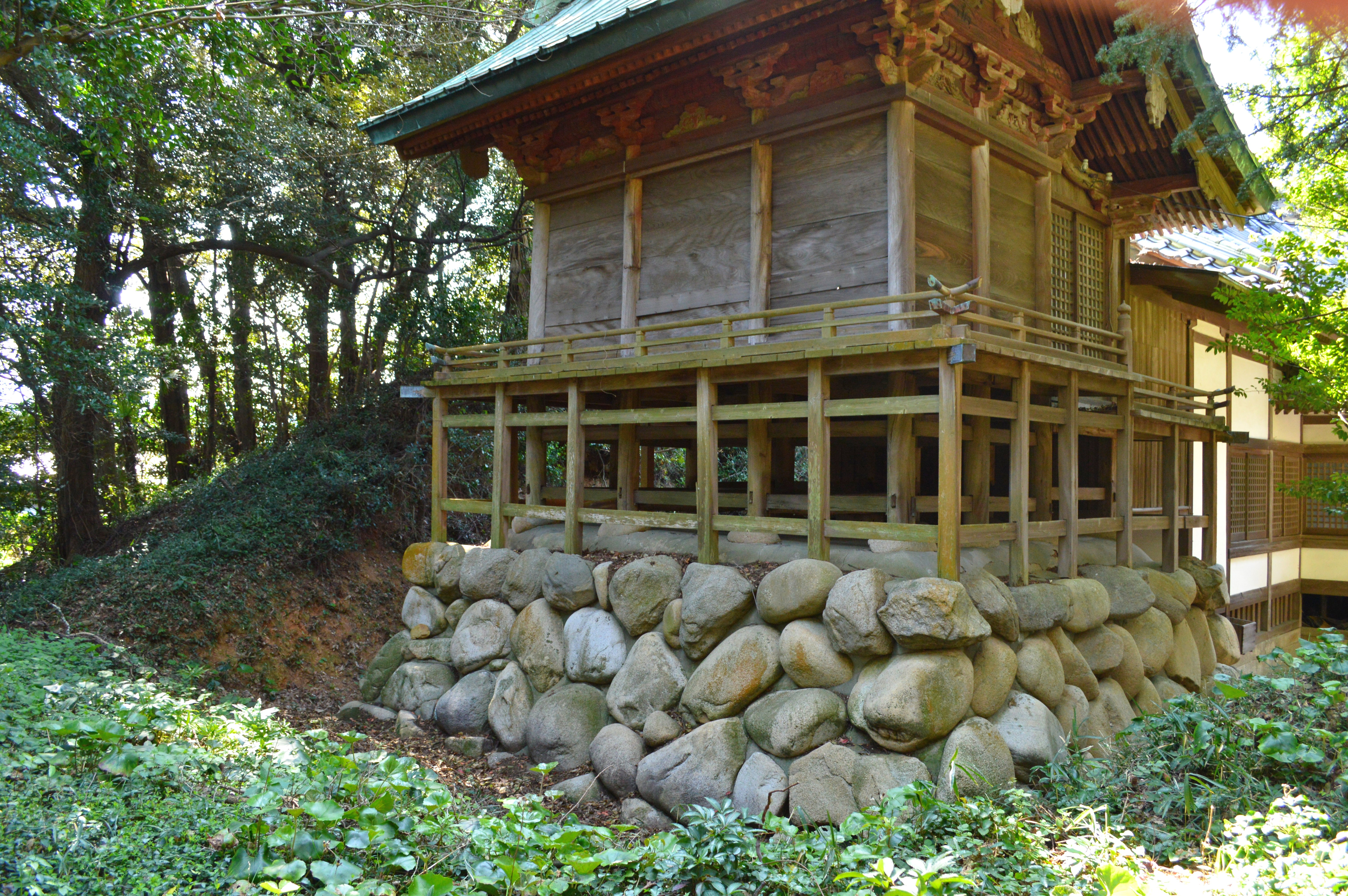
後円部 墳丘を削って後円部中央に白鳥神社本殿が鎮座する。
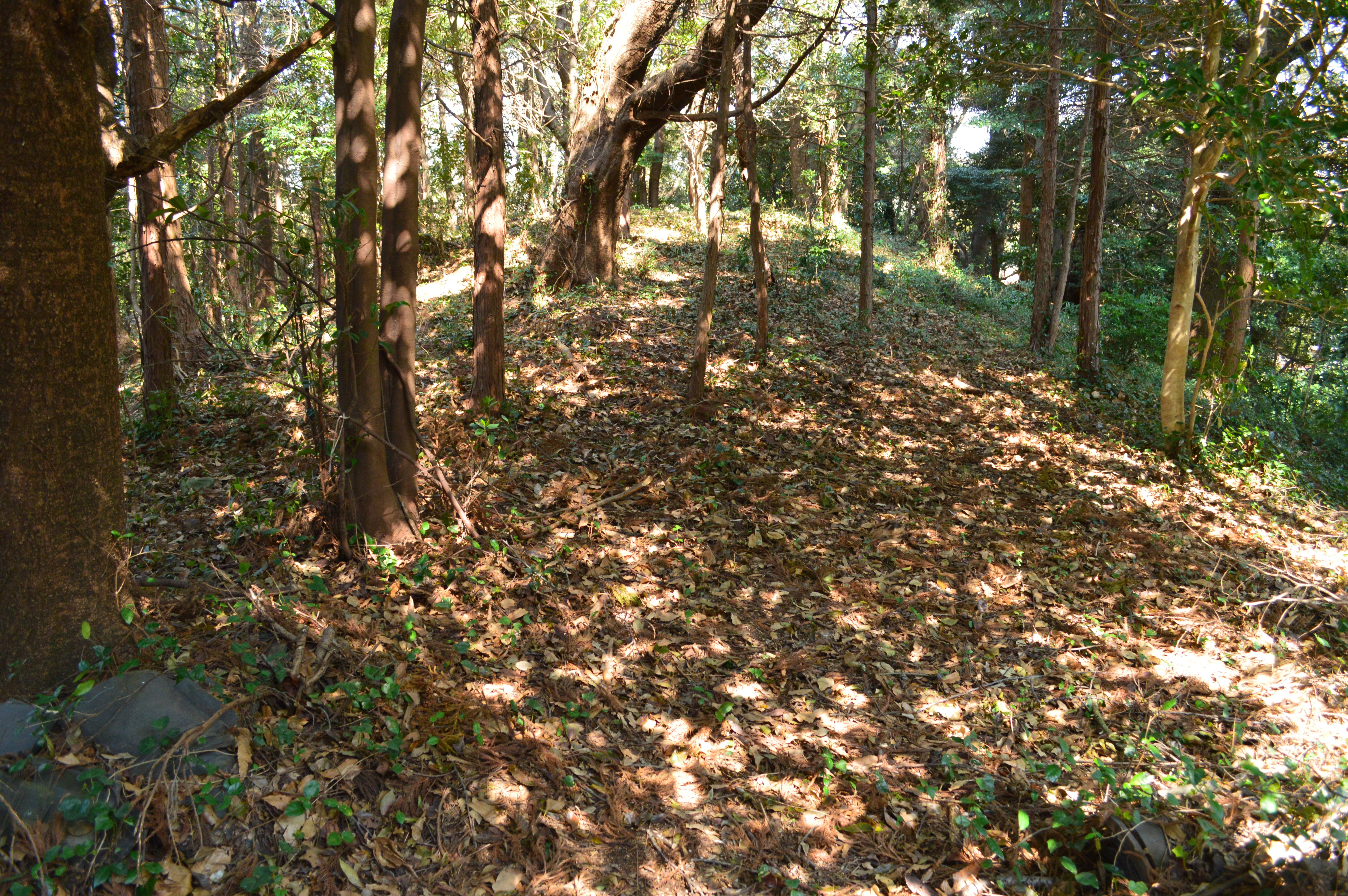
後円部から前方部を望む

## 出土品

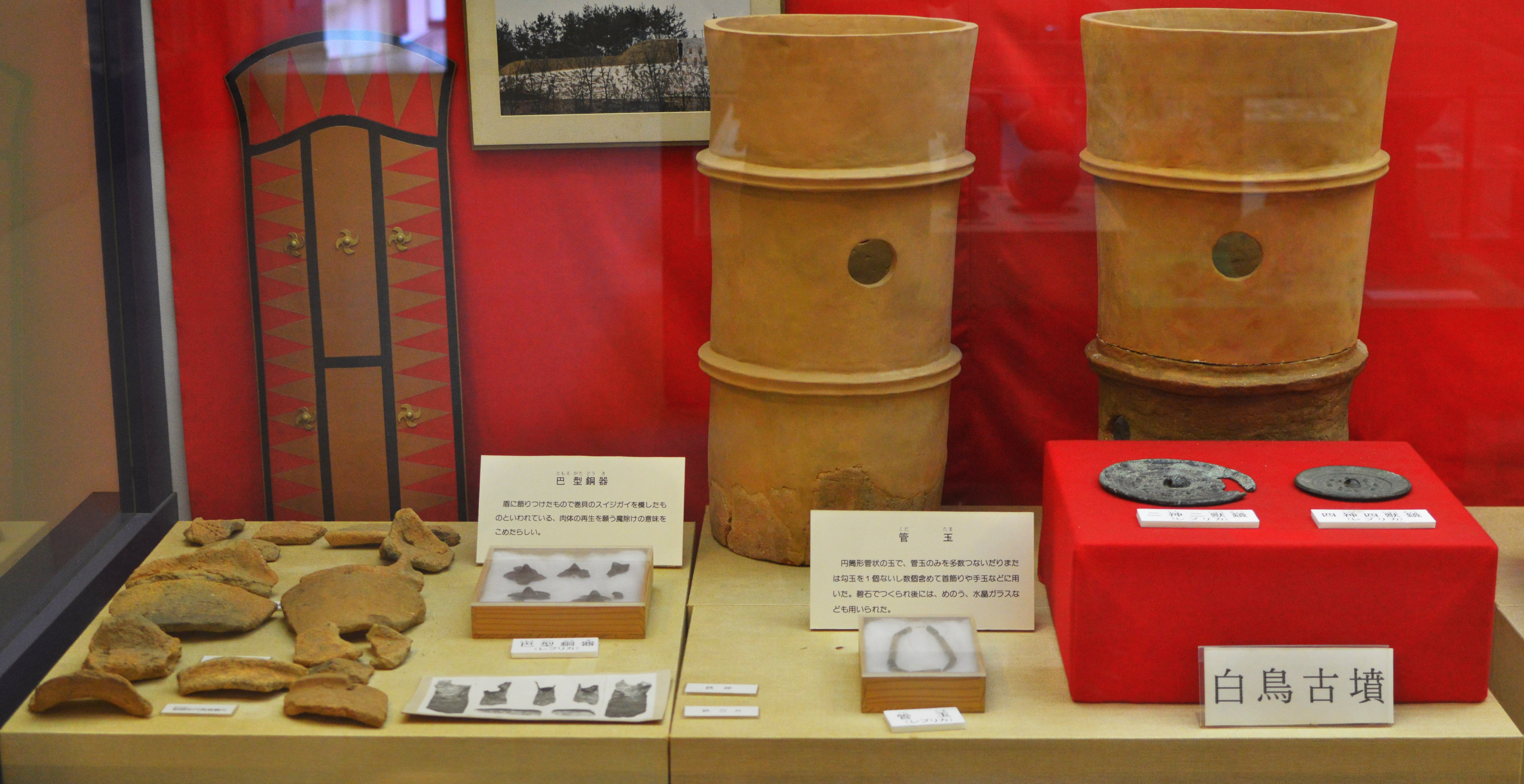
白鳥古墳出土品画像中の埴輪片以外は複製品。平生町歴史民俗資料館展示。

出土品について「注進案」によれば、寛延元年（1748年）に白鳥神社社殿が大風で大破し、その再建の際に社殿跡地を掘ると多くの遺物が出土したという。それらは白鳥神社の社宝とされ現在に伝わっている。出土品は次の通り。
- 二神二獣鏡 1面
面径18センチメートルの仿製鏡。平縁で、外区は複波文帯・鋸歯文帯、内区には4個の乳による区画に二神二獣を配する。
- 四神四獣鏡 1面
面径13.2センチメートルの仿製鏡。平縁で、外区は複波文様・鋸歯文帯、内区は8個の乳による区画に四神四獣を配する。
- 巴形銅器 5個
- 鉄斧頭 5個
- 鉄刀 3片
- 鉄鋤先 1片
- 管玉 11個
- 形象埴輪片 1片

## 陪塚

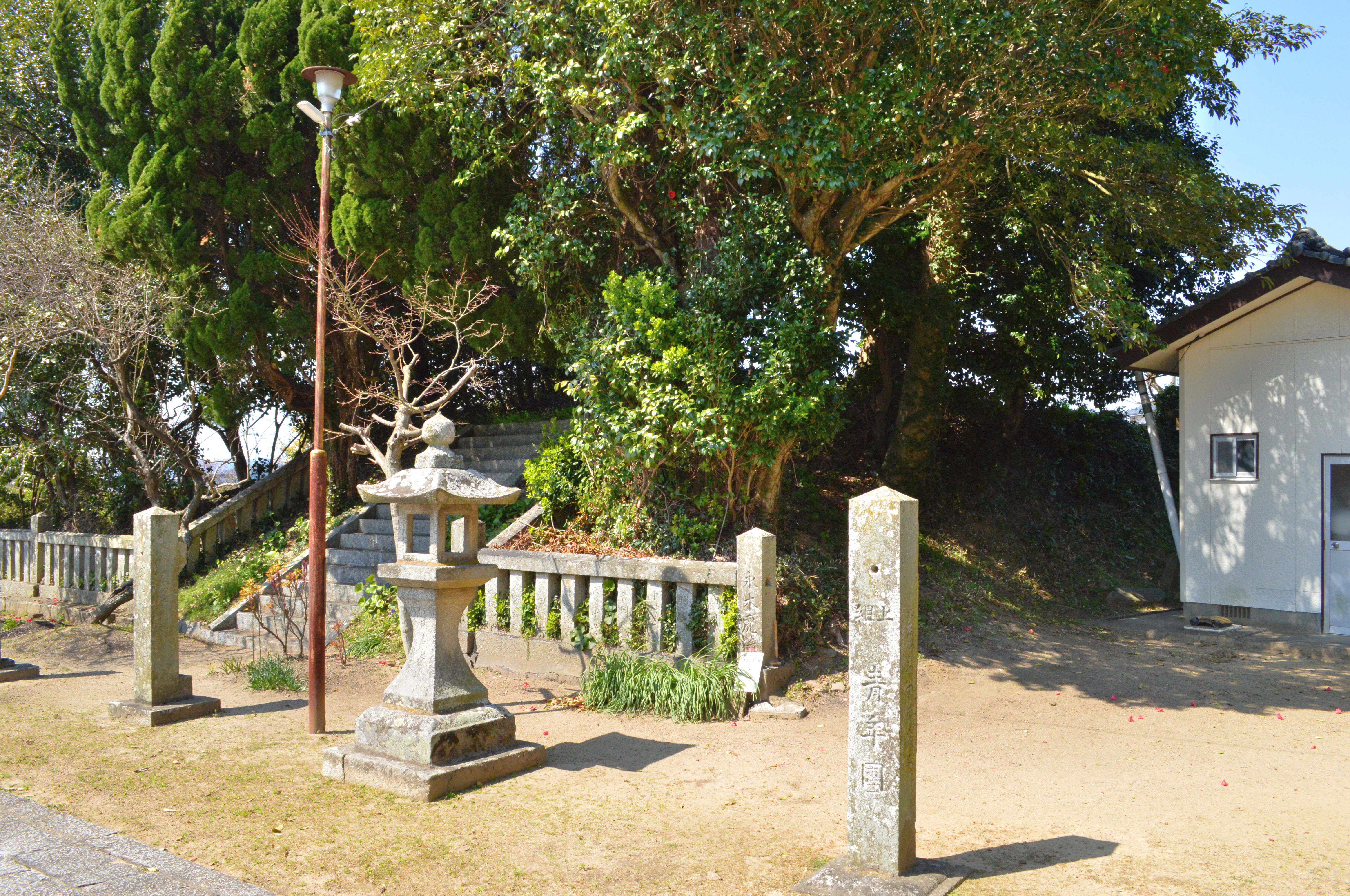
陪塚

陪塚（陪冢）としては、後円部の南西約18メートルに1基が存在する。長軸約24メートル、短軸約14メートルの長方形状で、高さは約2.3メートル。内部は未調査であり明らかでない。なお、陪塚ではなく白鳥古墳の周堤帯の一部と見る説もある。

## 文化財

### 山口県指定文化財
- 有形文化財
  - 白鳥古墳出土品 一括（考古資料） - 明細は以下。所有者は白鳥神社。1981年（昭和56年）3月24日指定[6]。
    - 二神二獣鏡 1面
    - 四神四獣鏡 1面
    - 巴形銅器 5個
    - 鉄斧頭 5個
    - 鉄刀 3片
    - 鉄鋤先 1片
    - 管玉 11個
    - 形象埴輪片 1片
- 史跡
  - 白鳥古墳 付 陪塚及び周濠 - 1971年（昭和46年）1月12日指定[5]。

## 現地情報
所在地
- 山口県熊毛郡平生町佐賀

交通アクセス
- 柳井駅（西日本旅客鉄道（JR西日本）山陽本線）から、防長交通バスで「宮の下」バス停下車

関連施設
- 平生町歴史民俗資料館 - 白鳥古墳の出土品の一部を展示。

周辺
- 神花山古墳 - 山口県指定史跡。